# Battaglia dei Mulini
La battaglia dei Mulini (in arabo معركة ﺍﻟﻄﻮﺍﻭﻳﻦ‎?, muʿaraka al-ṭawāwīn) fu uno scontro che, nell'inverno dell'885, vide contrapposti nel sud della Palestina l'esercito tulunide a quello degli Abbasidi.
Scopo di questi ultimi era riprendere pieno possesso dell'Egitto e di parte della Siria, costituitisi progressivamente a metà del IX secolo in Sultanato autonomo dapprima e indipendente poi sotto le capaci mani di Ahmad ibn Tulun.
Da parte tulunide erano in campo il Sultano tulunide Khumārawayh, col suo generale Saʿd ibn Aysar, e il giovane al-Muʿtaḍid - figlio del Reggente del califfo abbaside al-Mu'tamid, al-Muwaffaq - accompagnato dal generale fellone Ahmad ibn Muhammad al-Wasiti.
Lo scontro fu definito "tragicomico" da Ulrich Haarmann, in quanto dal campo di combattimento presero assai poco valorosamente la fuga il Sultano e il futuro Califfo ma terminò con la vittoria tulunide per merito dell'abile generale Saʿd ibn Aysar.